# Paul Philippe Cret
Paul Philippe Cret (23 de octubre de 1876 - 8 de septiembre de 1945) fue un arquitecto y diseñador industrial de Filadelfia nacido en Francia. Durante más de treinta años, fue profesor de  un estudio de diseño en el Departamento de Arquitectura de la Universidad de Pensilvania.

## Biografía
Nacido en Lyon, al este de Francia, Cret fue educado en la École des Beaux-Arts de esa ciudad, y luego en la de París, donde estudió en el taller de Jean-Louis Pascal. Llegó a Estados Unidos en 1903 para enseñar en la Universidad de Pensilvania. Aunque afincado allí, casualmente se encontraba en Francia cuando estalló la Primera Guerra Mundial. Se alistó y permaneció en el ejército Francés durante todo el tiempo, por lo que recibió la Cruz de guerra y fue nombrado oficial de la Legión de Honor.

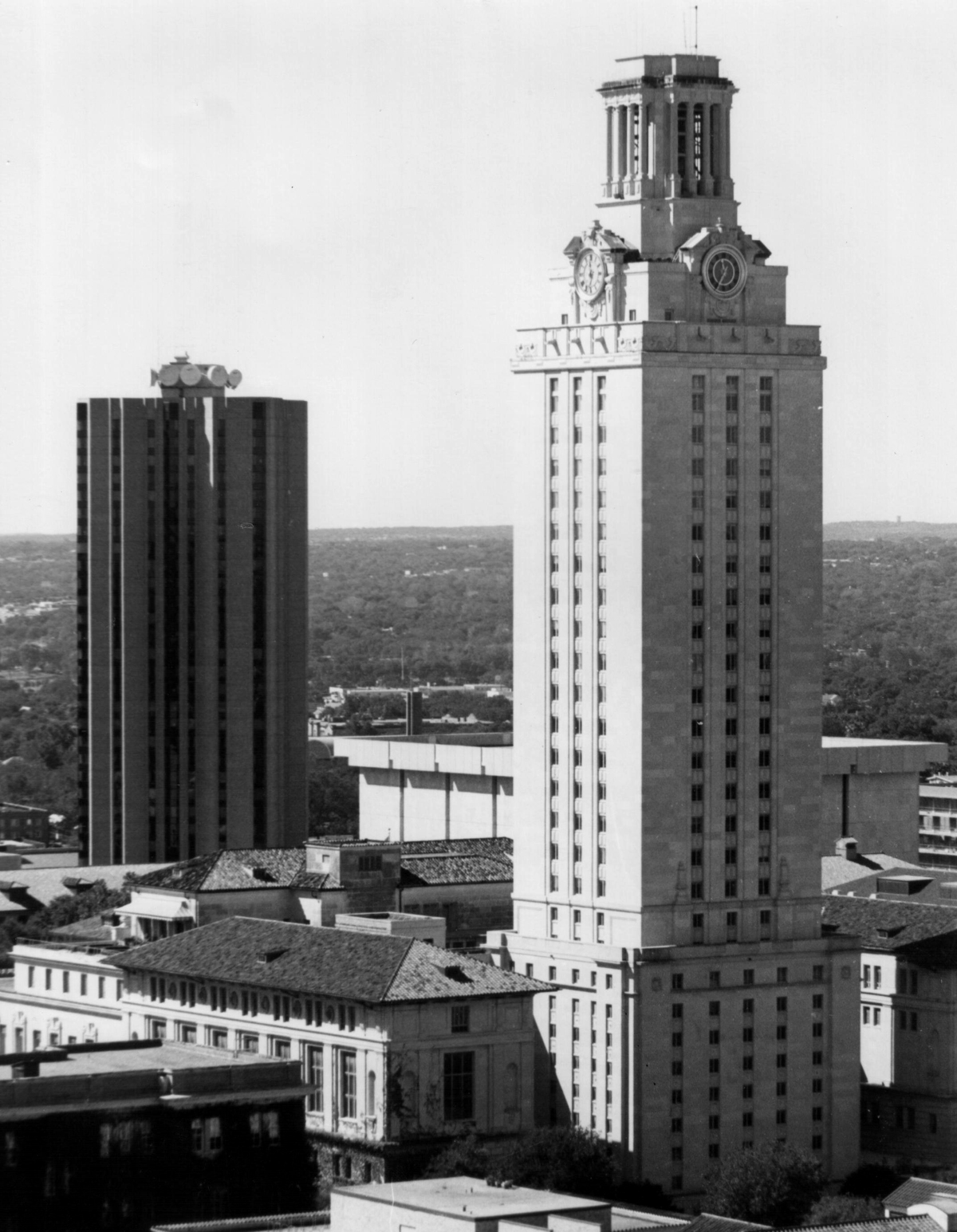
Edificio principal de la Universidad de Texas en Austin

La práctica de Cret en Estados Unidos comenzó en 1907. Su primer encargo importante, diseñado con Albert Kelsey, fue el Casa de las Américas (la sede de lo que ahora es la Organización de los Estados Americanos) en Washington D. C. (1908–10), un avance que condujo a muchos monumentos de guerra, edificios cívicos, palacios de justicia y otras estructuras oficiales sólidas.
Su trabajo durante la década de 1920 estuvo firmemente en la tradición de las Bellas Artes, pero con la forma clásica radicalmente simplificada de la Biblioteca Folger Shakespeare (1929-1932), adoptó y aplicó con flexibilidad tradiciones clásicas monumentales a las innovaciones modernistas. Parte del trabajo de Cret es notablemente simplificado y con visión de futuro, e incluye colaboraciones con escultores como Alfred Bottiau y Leon Hermant. A fines de la década de 1920, el arquitecto fue contratado como consultor de diseño en la terminal de la Cincinnati Union Terminal de Fellheimer y Wagner (1929-1933), el punto culminante del estilo art déco en Estados Unidos. Se convirtió en ciudadano estadounidense en 1927.
En 1931, los regentes de la Universidad de Texas en Austin encargaron a Cret que diseñara un plan maestro para el campus y construyera el Main Building de estilo Beaux-Art (1934-1937), la torre característica de la universidad. Cret continuaría colaborando en una veintena de edificios en el campus. En 1935, fue elegido miembro asociado de la Academia Nacional de Diseño y se convirtió en académico de pleno derecho en 1938.
Las contribuciones de Cret a la industria ferroviaria también incluyeron el diseño de las estrías laterales en los vagones de pasajeros Pioneer Zephyr de Burlington (debutado en 1934) y Super Chief de Santa Fe (1936).
Fue colaborador de Architectural Record, American Architect y The Craftsman. Escribió el artículo "Animales en el arte cristiano" para la Enciclopedia Católica.
Cret ganó la Medalla de Oro del American Institute of Architects en 1938. La mala salud obligó a renunciar a la enseñanza en 1937. Sirvió en la Comisión de Bellas Artes de los Estados Unidos de 1940 a 1945. Después de años de actividad limitada, Cret murió en Filadelfia de una enfermedad cardíaca y fue enterrado en el cementerio The Woodlands.
El trabajo de Cret se mostró en la exhibición, From the Bastille to Broad Street: The Influence of France on Philadelphia Architecture, en el Athenaeum de Filadelfia en 2011. Una exhibición de sus diseños de trenes, ¡Todos a bordo! Train Designs de Paul P. Cret, estuvo en el Athenaeum de Filadelfia del 5 de julio de 2012 al 24 de agosto de 2012. Con una colección de 17 000 dibujos y más de 3000 fotografías, el Ateneo de Filadelfia tiene el archivo más grande de materiales de Paul P. Cret.

## Legado
Cret enseñó en el Departamento de Arquitectura de la Universidad de Pensilvania durante más de 30 años y diseñó proyectos como el Museo Rodin en Filadelfia, el plan maestro para la Universidad de Texas en Austin, el Puente Benjamin Franklin en Filadelfia y el puente Duke Ellington en Washington D. C. Louis Kahn estudió en la Universidad de Pensilvania con Cret y trabajó en la oficina de arquitectura de Cret en 1929 y 1930. Otros arquitectos notables que estudiaron con Cret incluyen a Alfred Easton Poor, Charles I. Barber, William Ward Watkin, Edwin A. Keeble, Alfred Bendiner y el arquitecto chino Lin Huiyin.

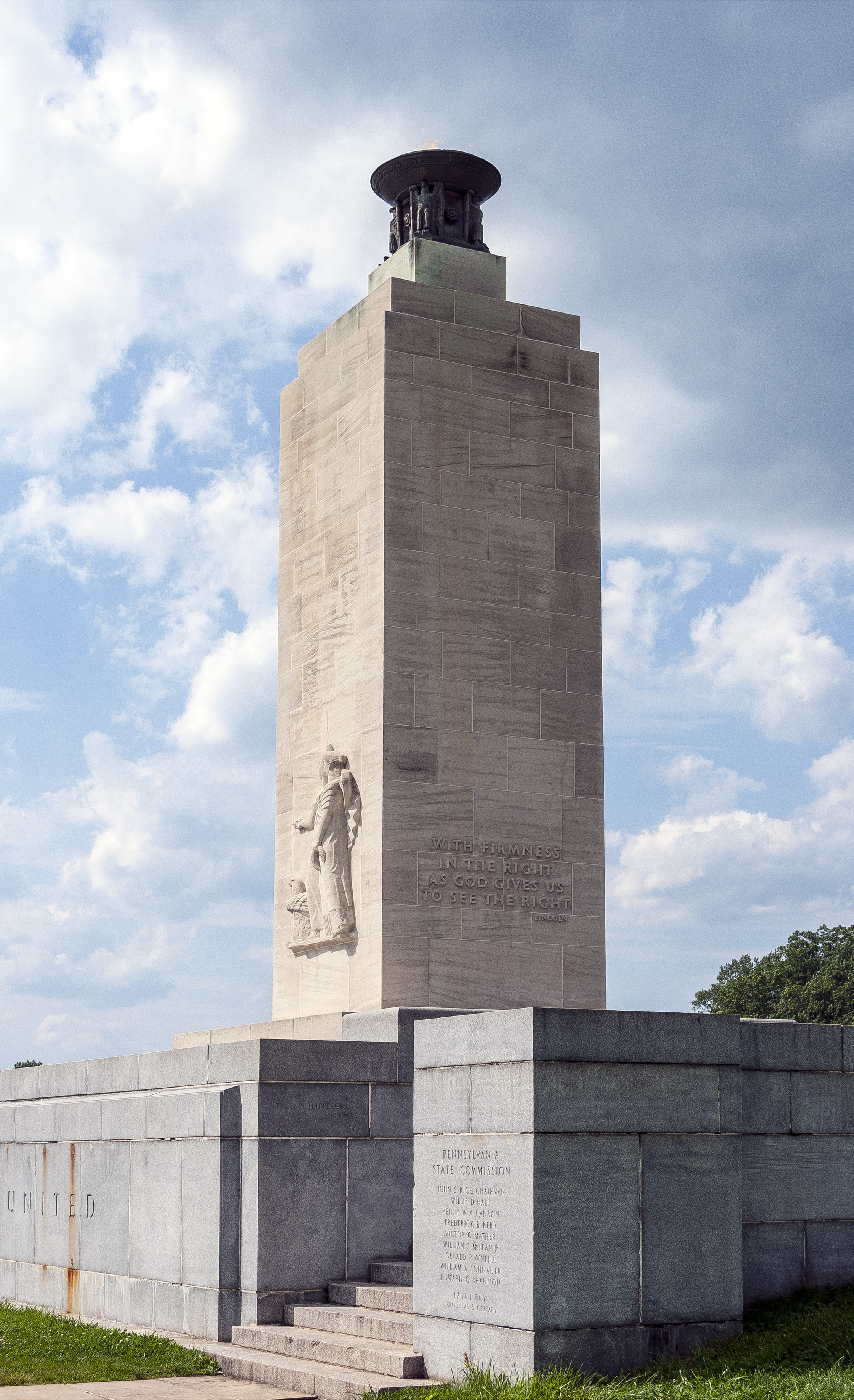
Monumento en el campo de batalla de Gettysburg (con Lee Lawrie)

Cret diseñó monumentos de guerra, incluido el National Memorial Arch en el Parque Histórico Nacional Valley Forge (1914–17), el Pennsylvania Memorial en el campo de batalla Meuse-Argonne en Varennes-en-Argonne, Francia (1927), el Chateau-Thierry American Monument en el departamento francés de Aisne (1930), el American War Memorial en Gibraltar y el Flanders Field American Cemetery and Memorial en Waregem, Bélgica (1937). En el 75 aniversario de la Batalla de Gettysburg, el presidente Franklin D. Roosevelt dedicó el Monumento a la Paz de la Luz Eterna de Cret (1938).
Para la Comisión Histórica de Pensilvania, predecesora de la Comisión Histórica y de Museos de Pensilvania (PHMC), Cret diseñó placas que marcarían lugares y edificios dentro de la Mancomunidad de Pensilvania donde ocurrieron eventos históricos.

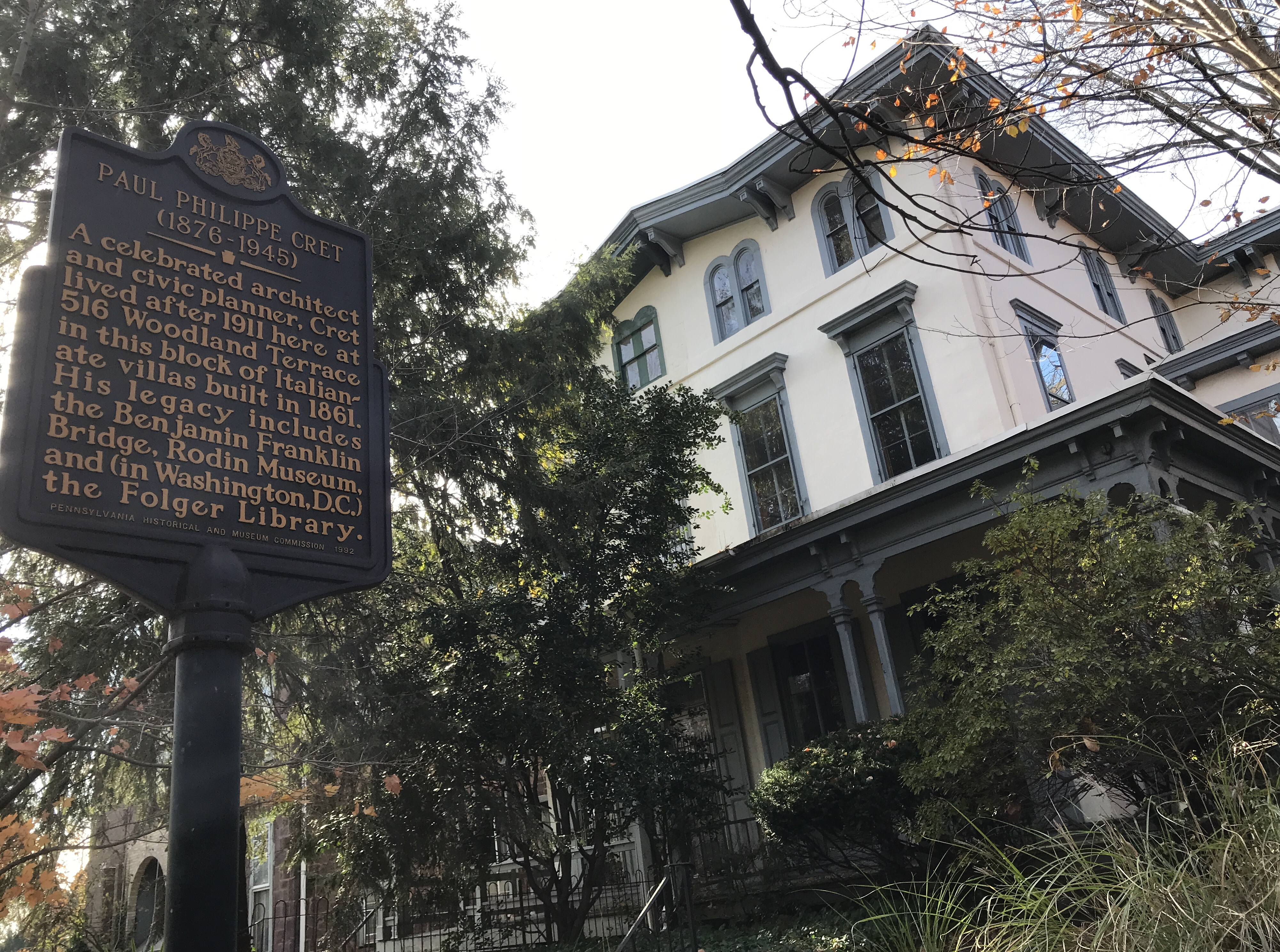
Cret diseñó marcadores históricos para la Comisión Histórica de Pensilvania, cuya organización sucesora colocó esta tableta para marcar la antigua casa de Cret en 516 Woodland Terrace en Filadelfia.

Después de la muerte de Cret en 1945, sus cuatro socios asumieron la práctica bajo la sociedad Harbeson, Hough, Livingston & Larson, que durante años los miembros del personal se refirieron como H2L2. La firma adoptó oficialmente este "apodo" como su título formal en 1976. H2L2 celebró 100 años en 2007.
Witold Rybczynski ha especulado que Cret no es más conocido hoy en día debido a su influencia en la arquitectura fascista y nazi, como el Campo Zeppelín de Albert Speer en los terrenos de concentración del partido nazi de Núremberg.

## Principales obras
- 1909 – Stock Pavilion, Madison, Wisconsin (con Warren Laird and Arthur Peabody)
- 1910 – Casa de las Américas (la sede de la Organización de los Estados Americanos, Washington D. C. (con Albert Kelsey)
- 1917 – National Memorial Arch, Valley Forge National Historical Park, Valley Forge, Pennsylvania
- 1917 – Biblioteca Pública de Indianápolis, Indianápolis (con Zantzinger, Borie and Medary)
- 1926 – Puente Benjamin Franklin, Camden
- 1925 – Barnes Foundation, Marion
- 1927 – Instituto de Artes de Detroit, Detroit (con Zantzinger, Borie and Medary)
- 1929 – Museo Rodin, Filadelfia (con Jacques Gréber)
- 1929 – Puente conmemorativo de George Rogers Clark, Louisville, Kentucky
- 1929 – Integrity Trust Company Building, Filadelfia
- 1929 – World War I Memorial, Providence
- 1932 – Folger Shakespeare Library, Washington D. C.
- 1930 – Chateau-Thierry American Monument, Aisne
- 1932 – Henry Avenue Bridge sobre el Wissahickon Creek, Filadelfia
- 1932 – Connecticut Avenue Bridge sobre el Klingle Valley, Washington D. C.
- 1932 – Banco de la Reserva Federa de Filadelfia, 925 Chestnut St., Filadelfia
- 1933 – Hershey Community Center Building, Hershey
- 1933 – United States Courthouse, arquitecto consultor, Fort Worth
- 1934 – Central Heating Plant, Washington D. C.
- 1937 – Main Building, Universidad de Texas en Austin
- 1938 – Tygart River Reservoir Dam, cerca de Grafton
- 1935 – Puente Duke Ellington, Washington D. C.
- 1937 – Eccles Building, Washington D. C.
- 1937 – Hipólito F. García Federal Building  y U.S. Courthouse, San Antonio
- 1936 – Fair Park, Edificios de la Exposición del Centenario de Texas en la Exposición del Centenario de Texas, arquitecto consultor, Dallas
- 1939 – Texas Memorial Museum, arquitecto consultor, Austin
- 1937 – Flanders Field American Cemetery and Memorial, Waregem, Belgium (con Jacques Gréber)
- 1938 – Eternal Light Peace Memorial, sitio de la batalla de Gettysburg, Gettysburg, Lee Lawrie, escultor
- 1944 – Centro Médico Militar Nacional Walter Reed, Edificios 1 y 17, arquitecto consultor, Bethesda
- 1940 – 2601 Parkway, Filadelfia

## Galería

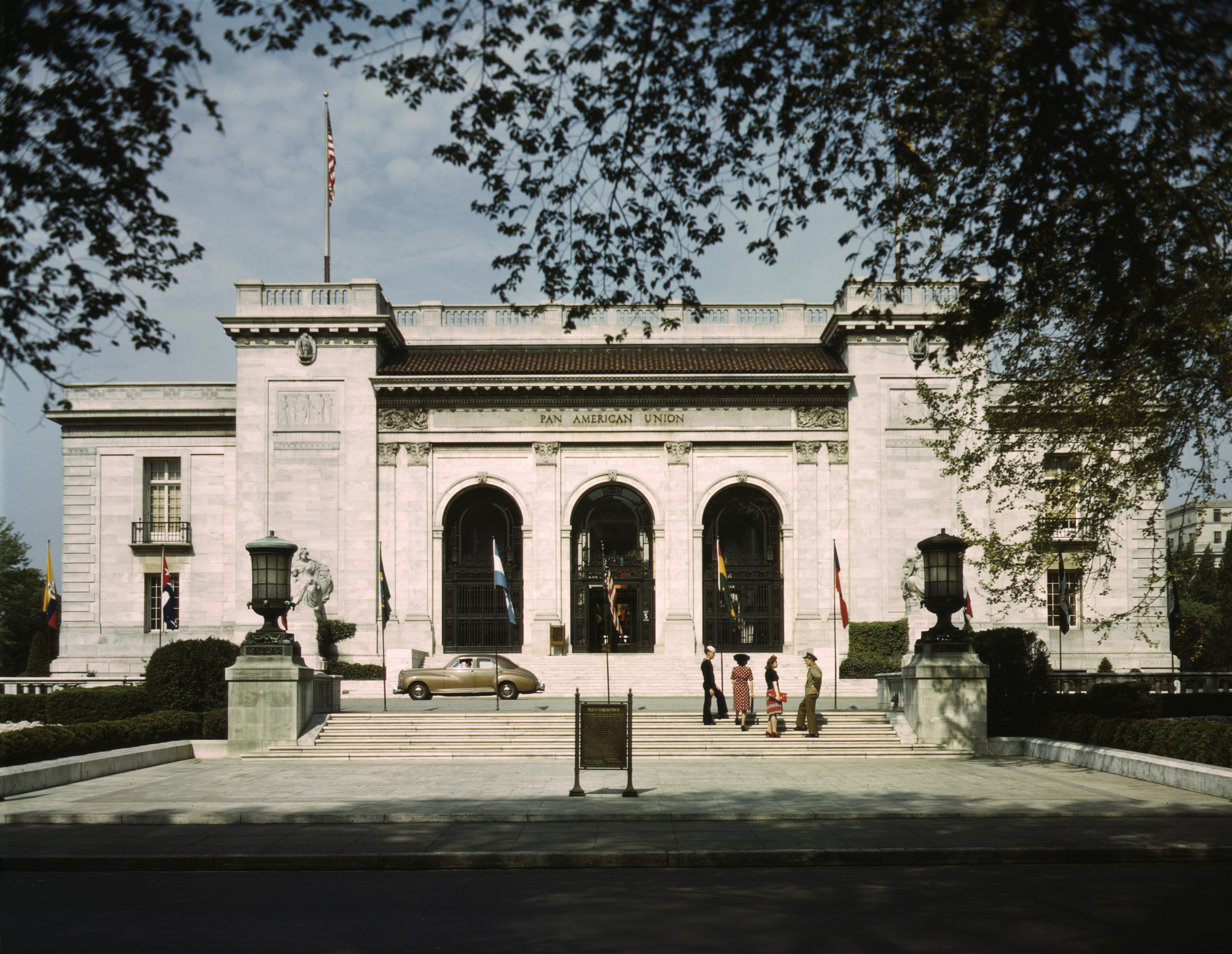
Casa de las Américas (la sede de la Organización de los Estados Americanos, Washington, DC (1908–10), (con Albert Kelsey)
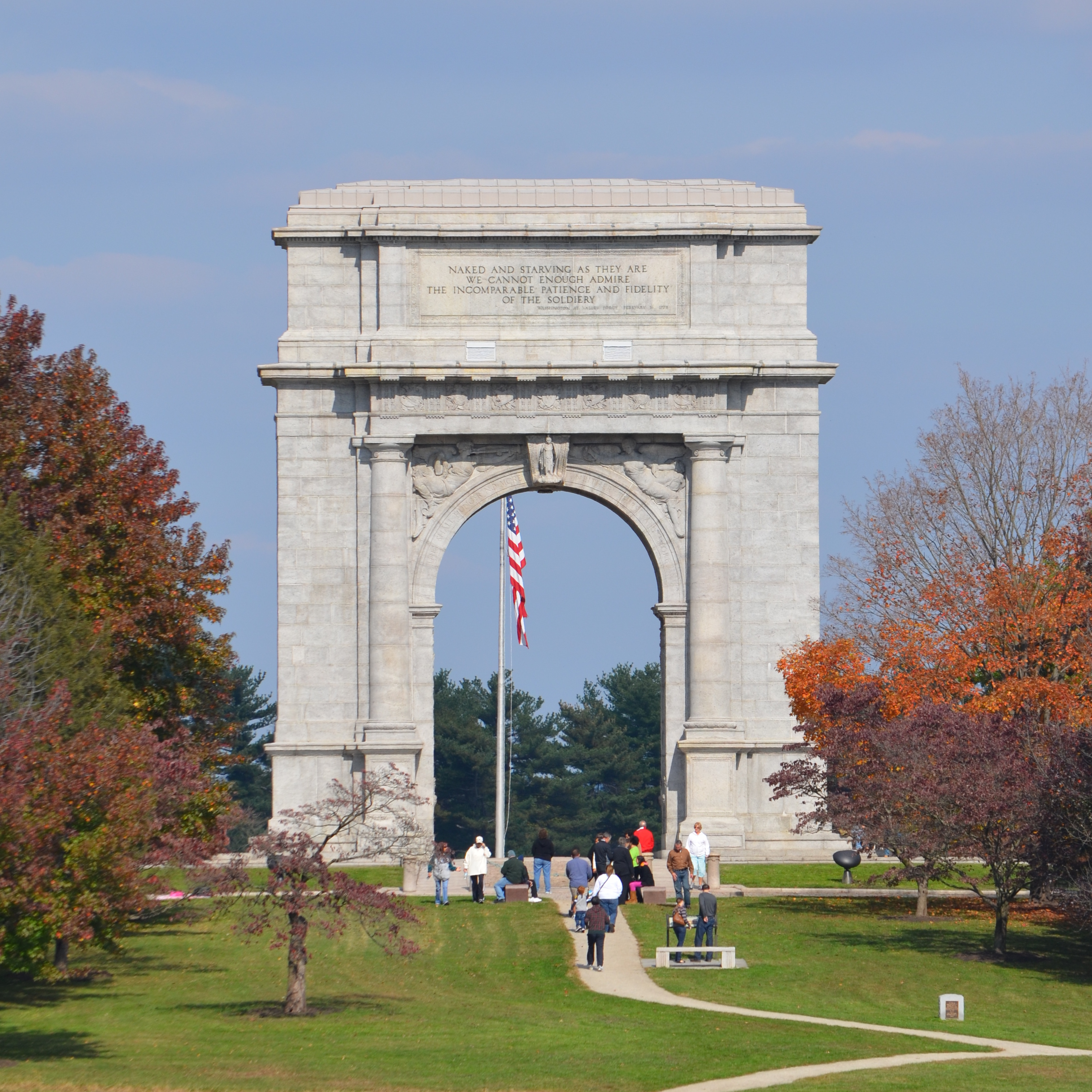
National Memorial Arch, Parque histórico nacional de Valley Forge, Valley Forge, (1914–17)
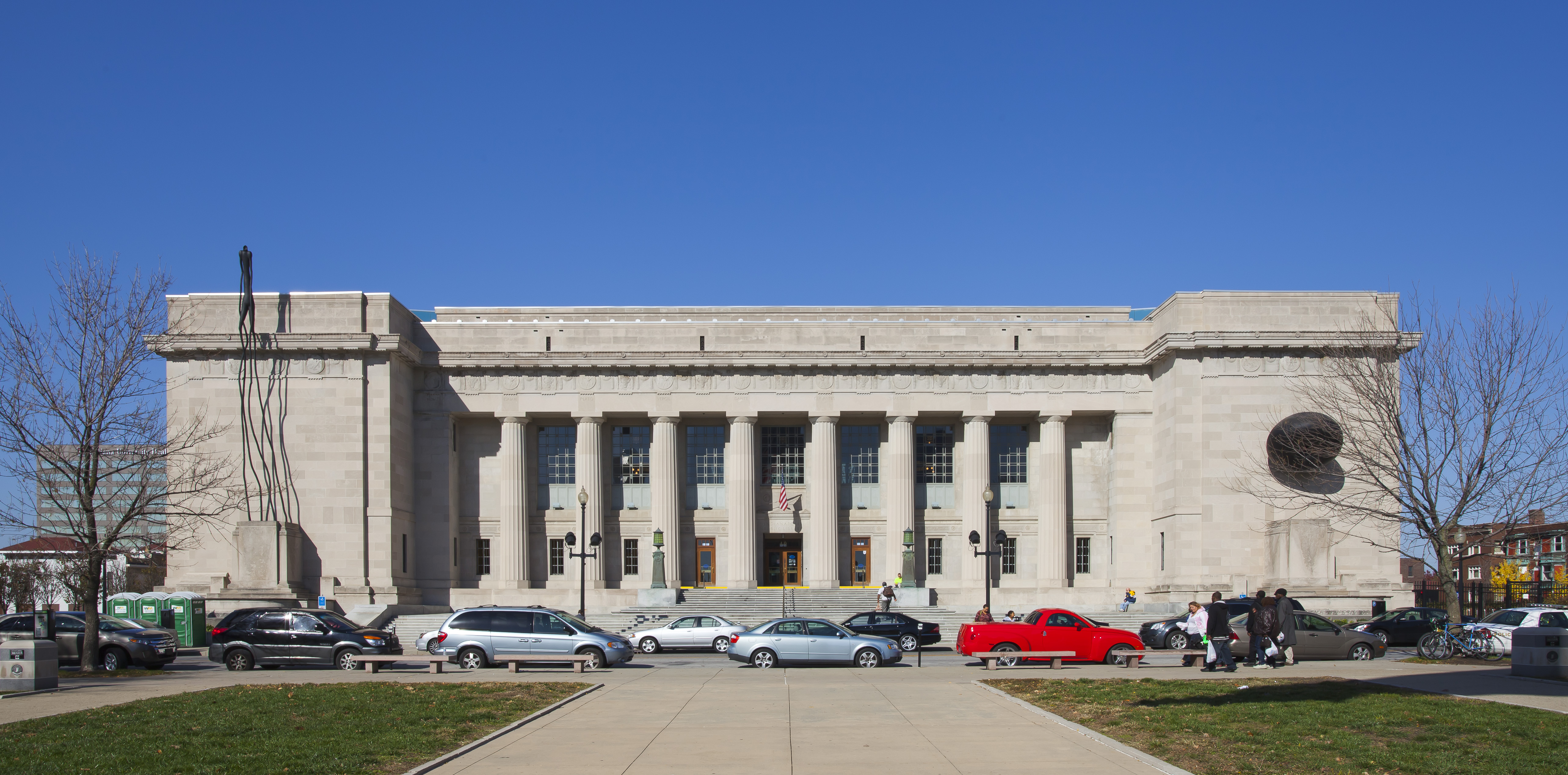
Biblioteca Central de Indianápolis, Indianápolis(1916–17), (con Zantzinger, Borie y Medary)
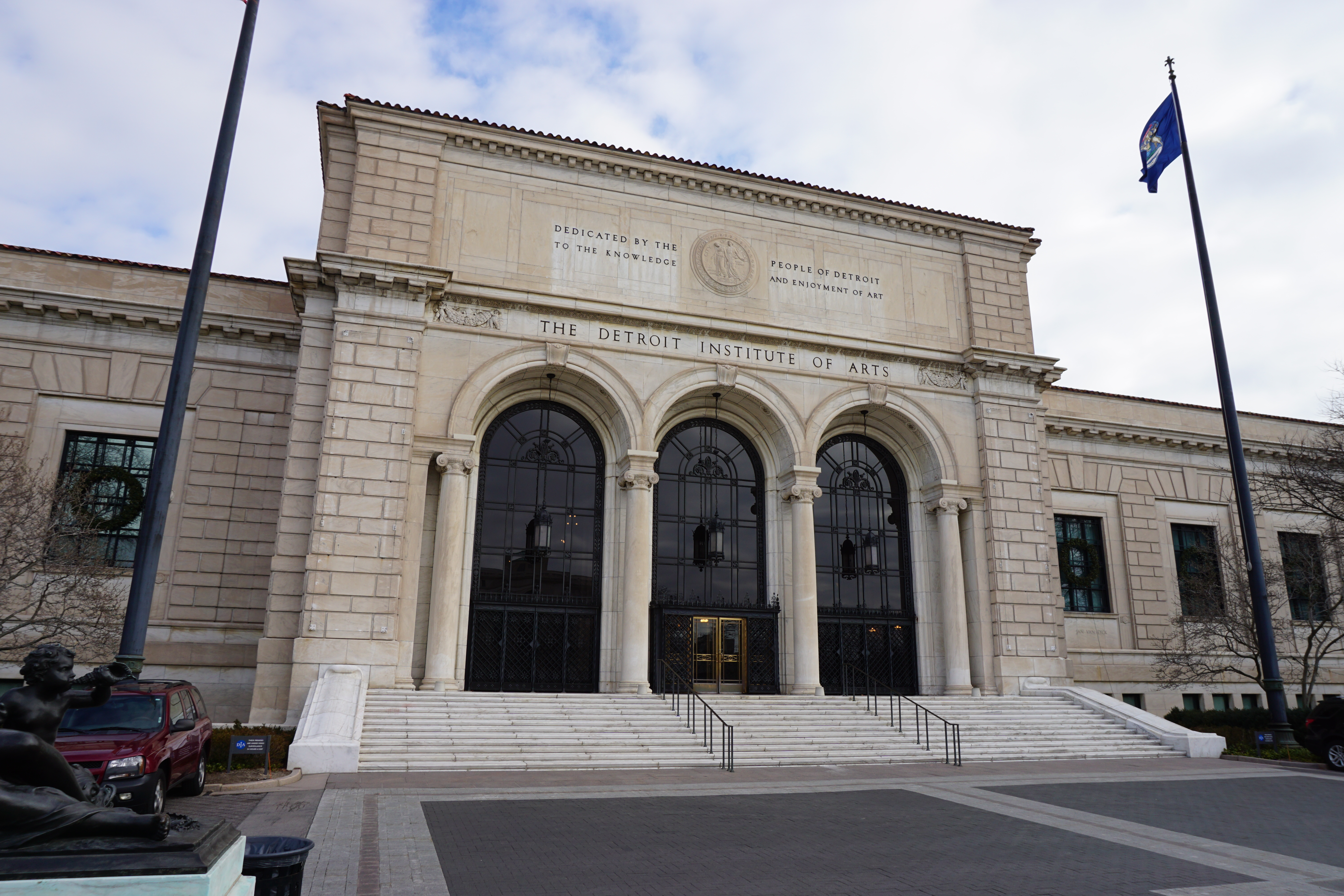
Instituto de Artes de Detroit, Detroit (con Zantzinger, Borie y Medary )
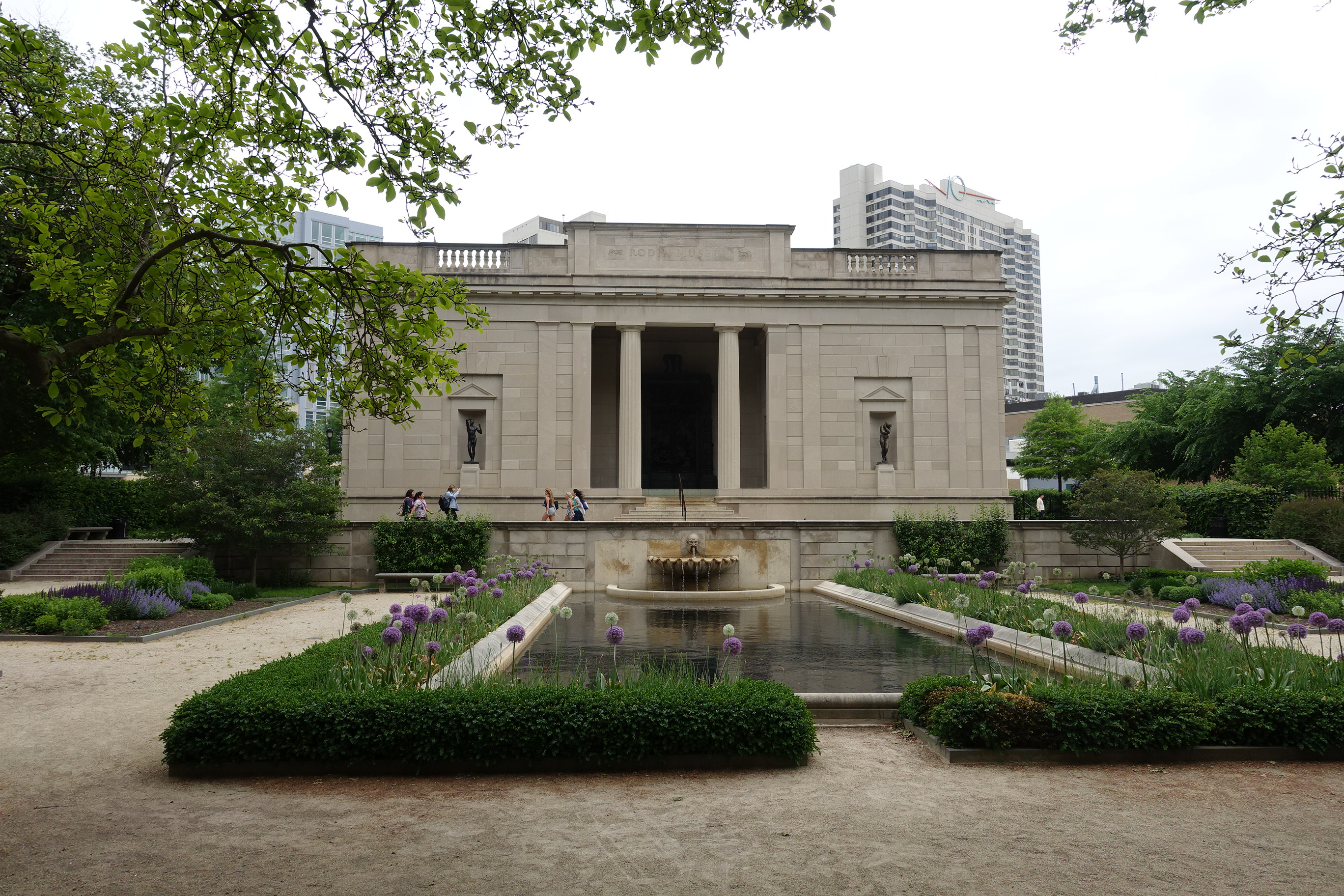
Museo Rodin, Filadelfia (1926-1929), Jacques Gréber, arquitecto paisajista
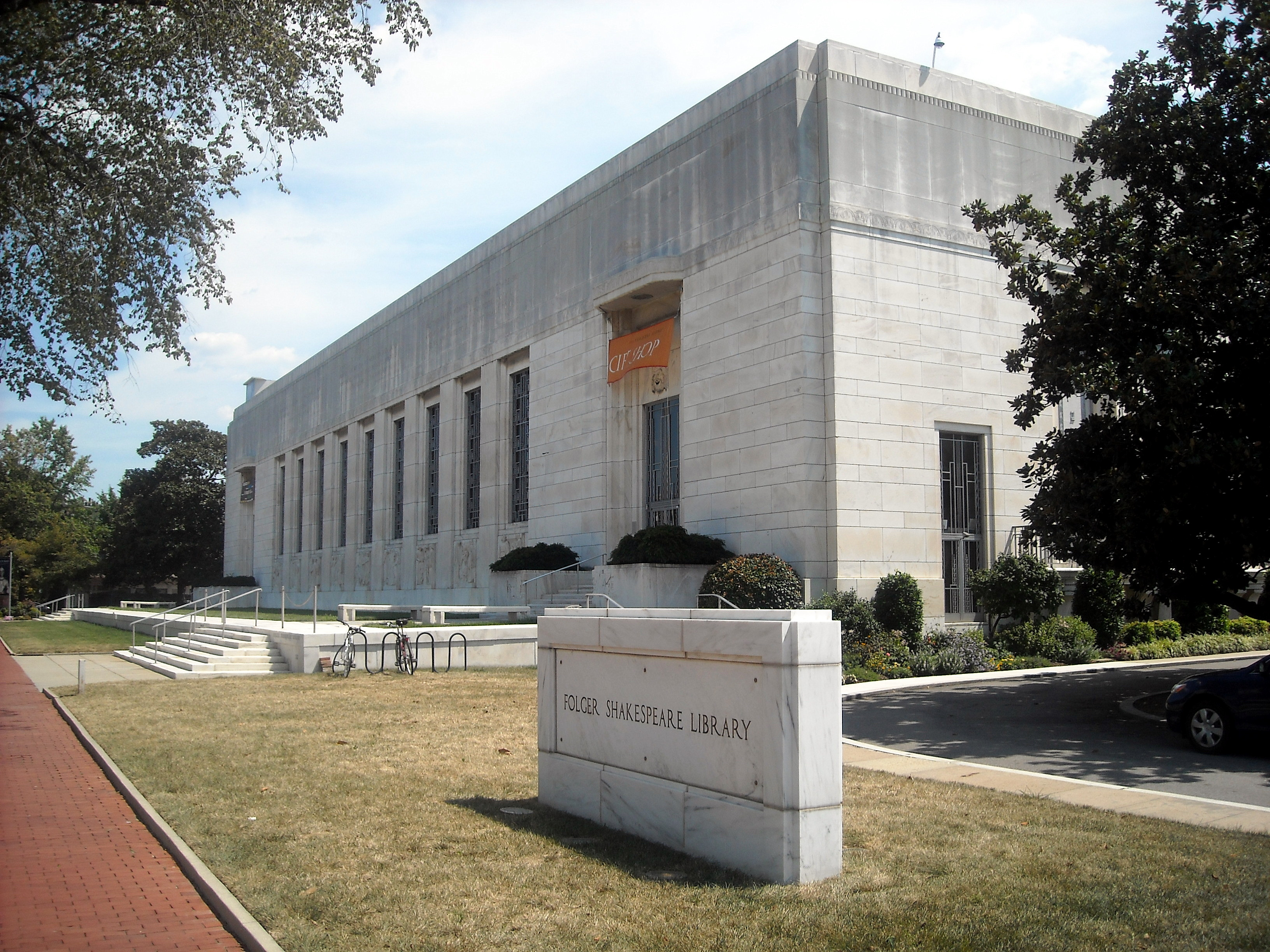
Biblioteca Folger Shakespeare, Washington, DC (1929-1932)
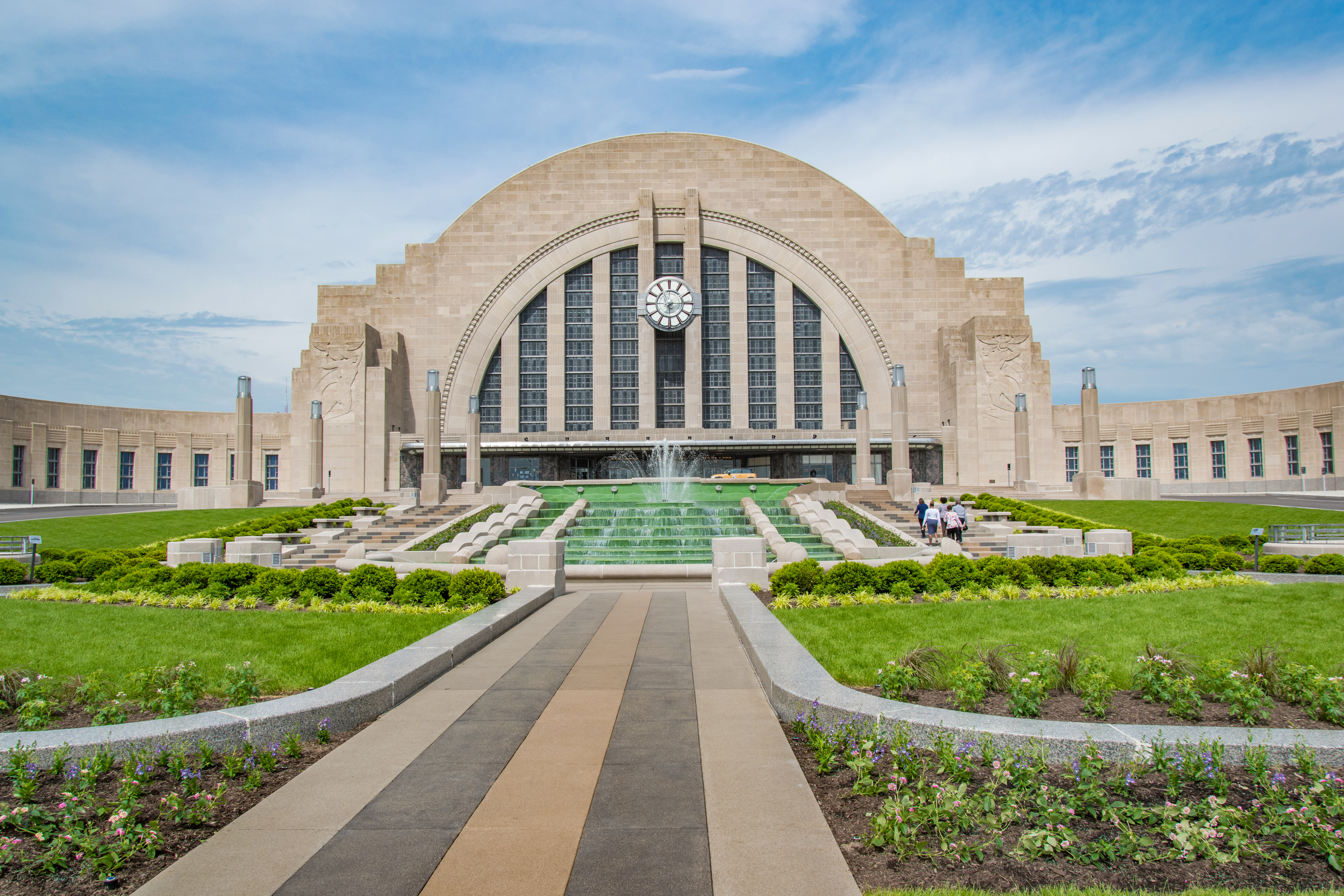
Cincinnati Union Terminal, Cincinnati (1929-1933), (con Fellheimer & Wagner)
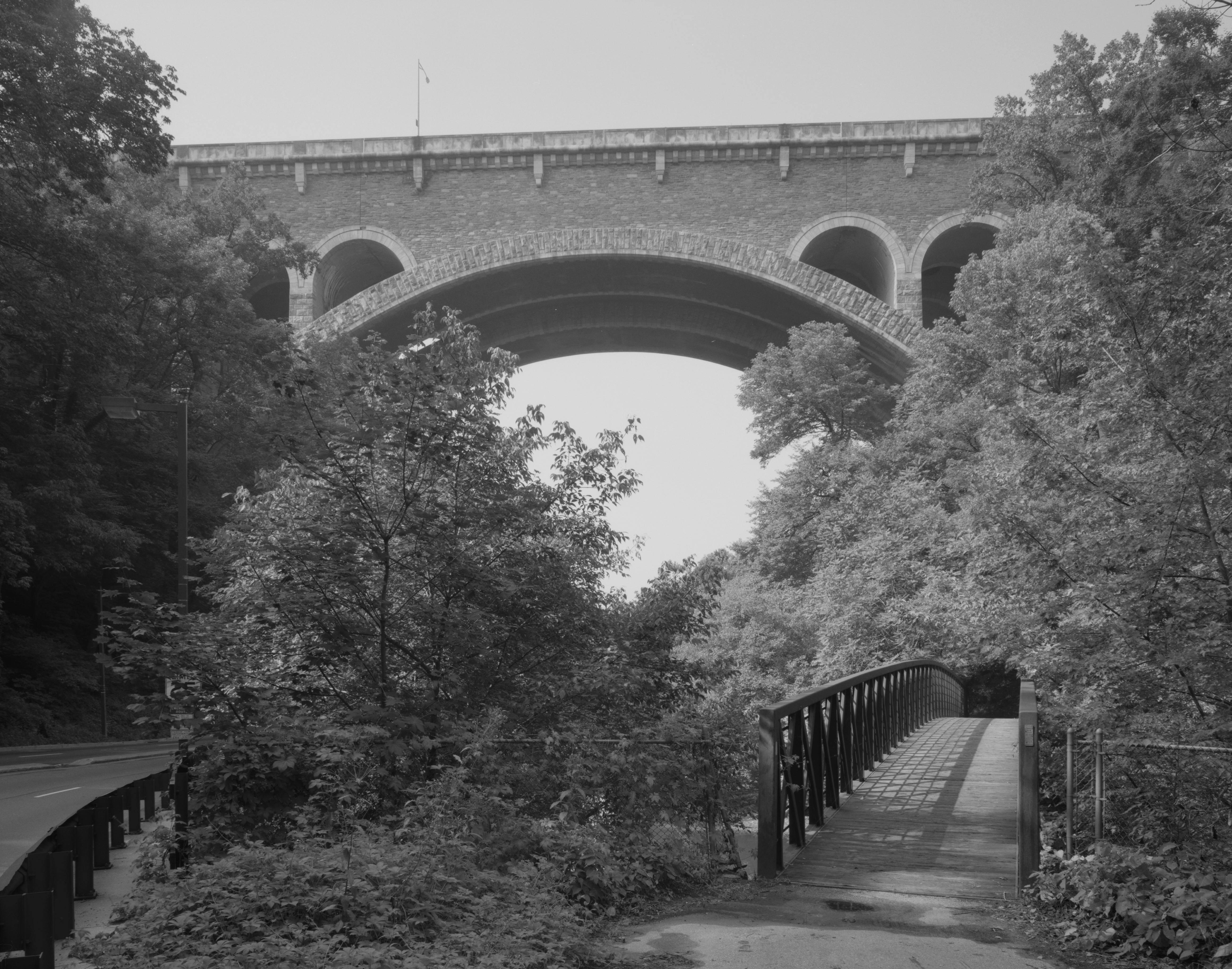
Puente de Henry Avenue sobre Wissahickon Creek, Filadelfia (1930-1932)
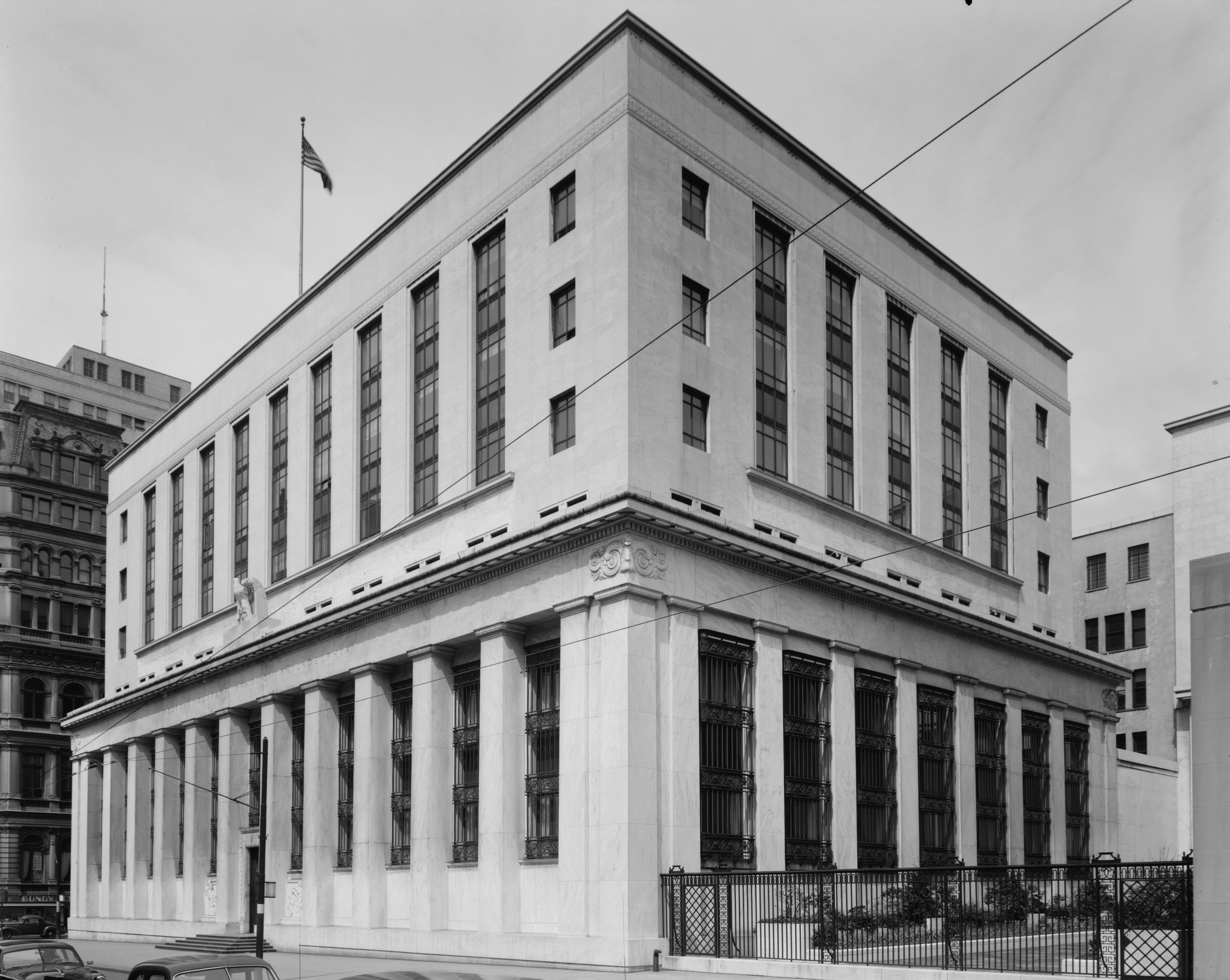
Banco de la Reserva Federal de Filadelfia (1932)
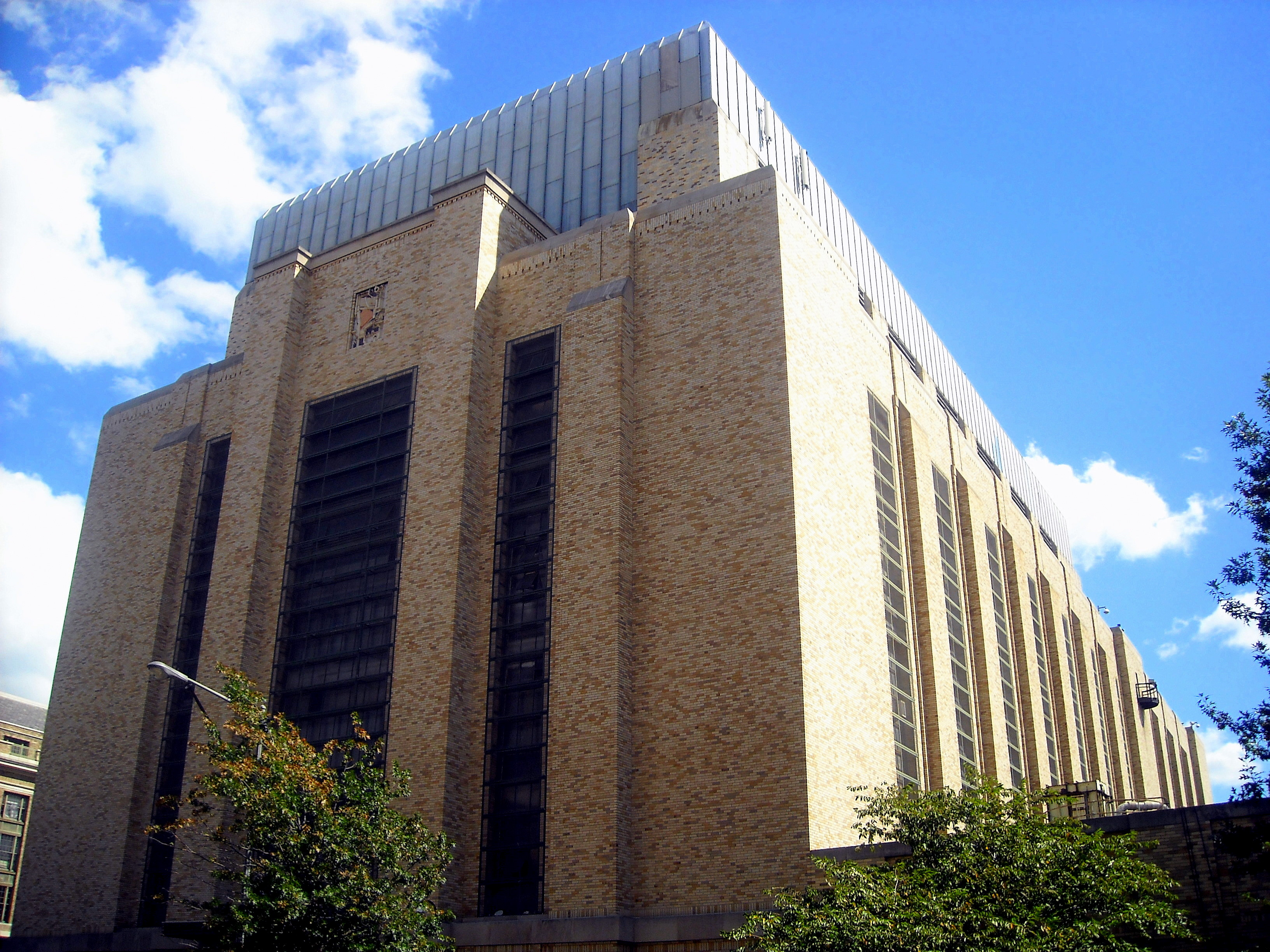
Central Heating Plant, Washington, DC (1933-1934)
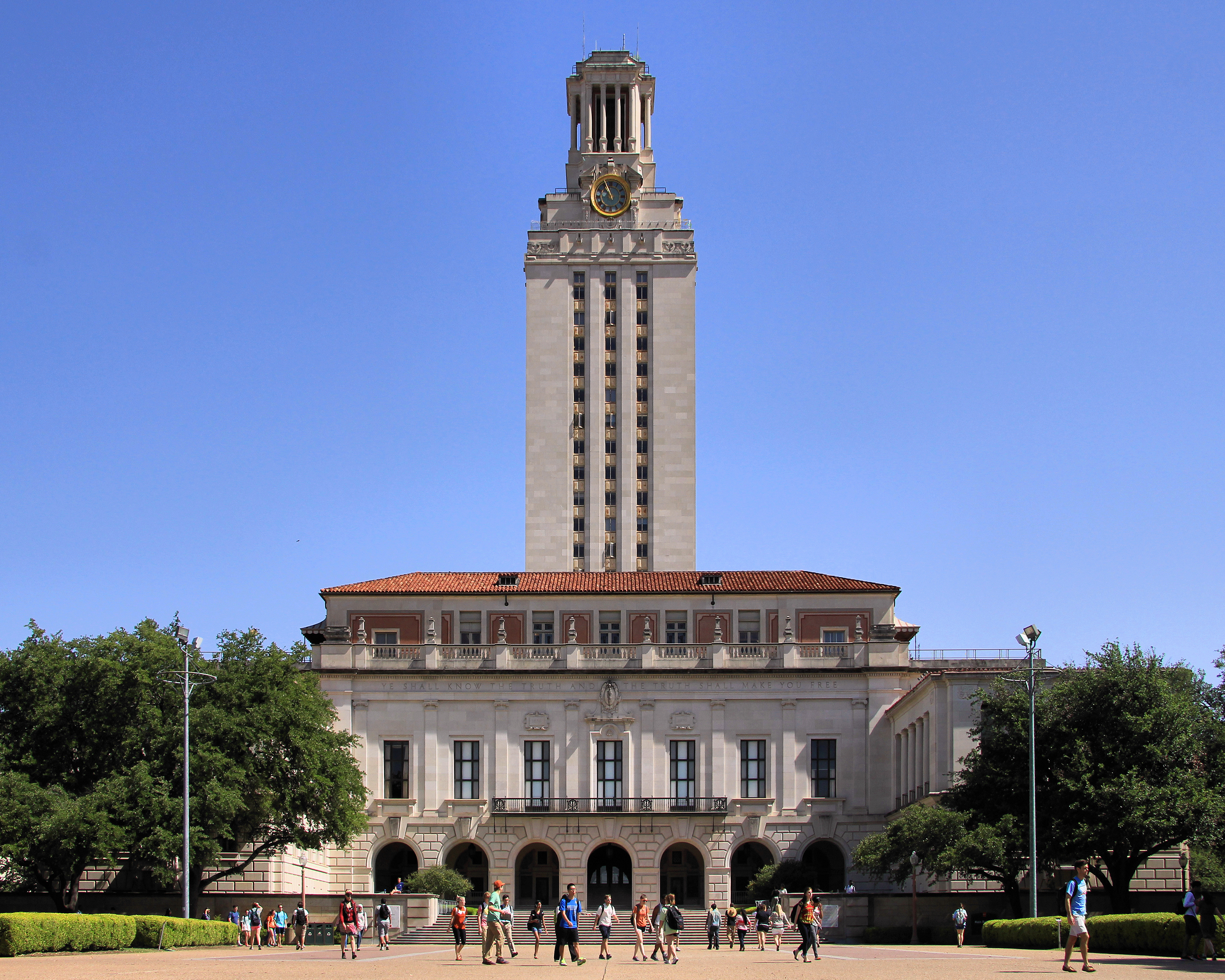
Edificio principal, Universidad de Texas, Austin, TX (1934-1937)
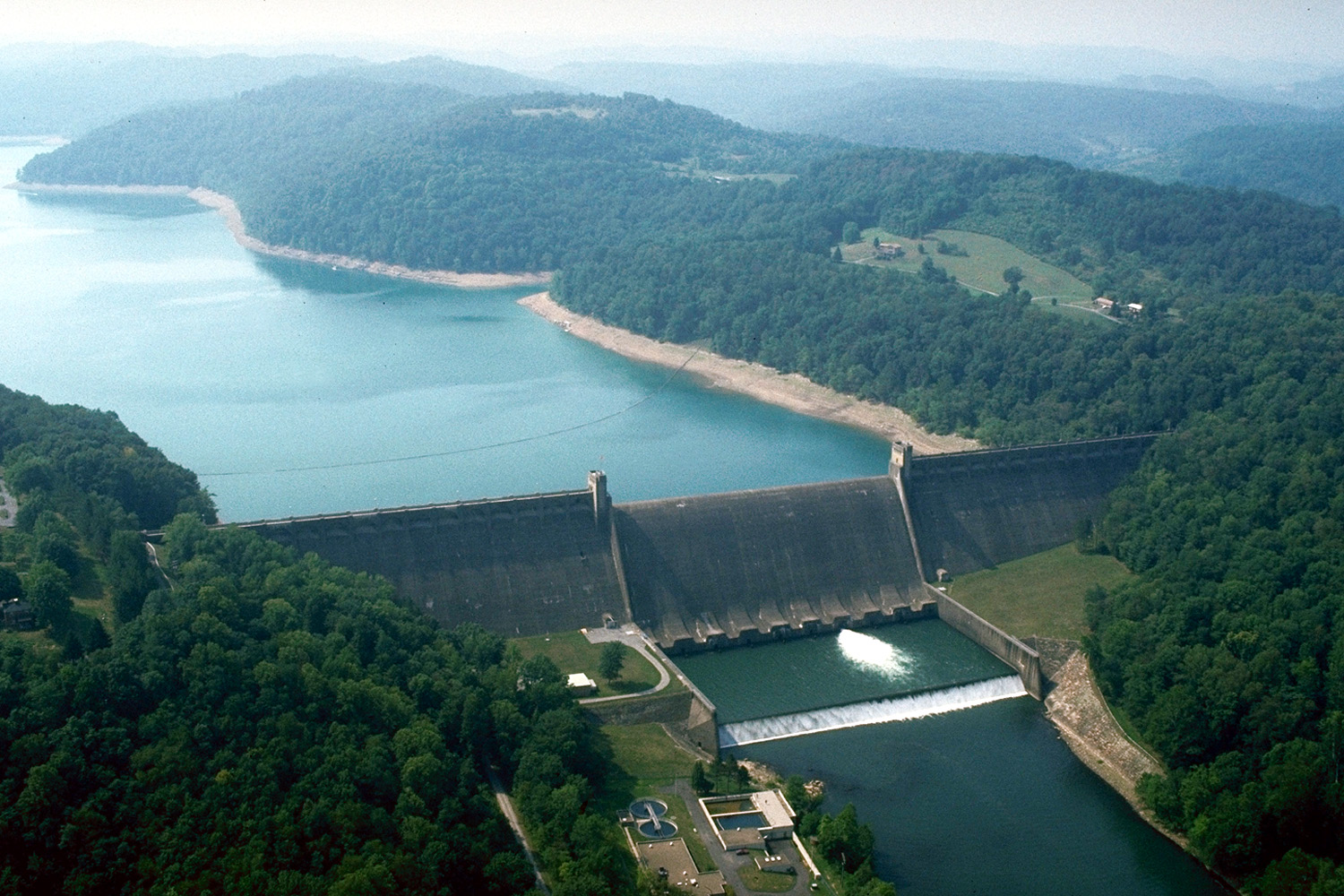
Presa del río Tygart, cerca de Grafton, WV (1934-1938)
En 1935 Cret diseñó el sello de la Junta de Gobernadores del Sistema de la Reserva Federal
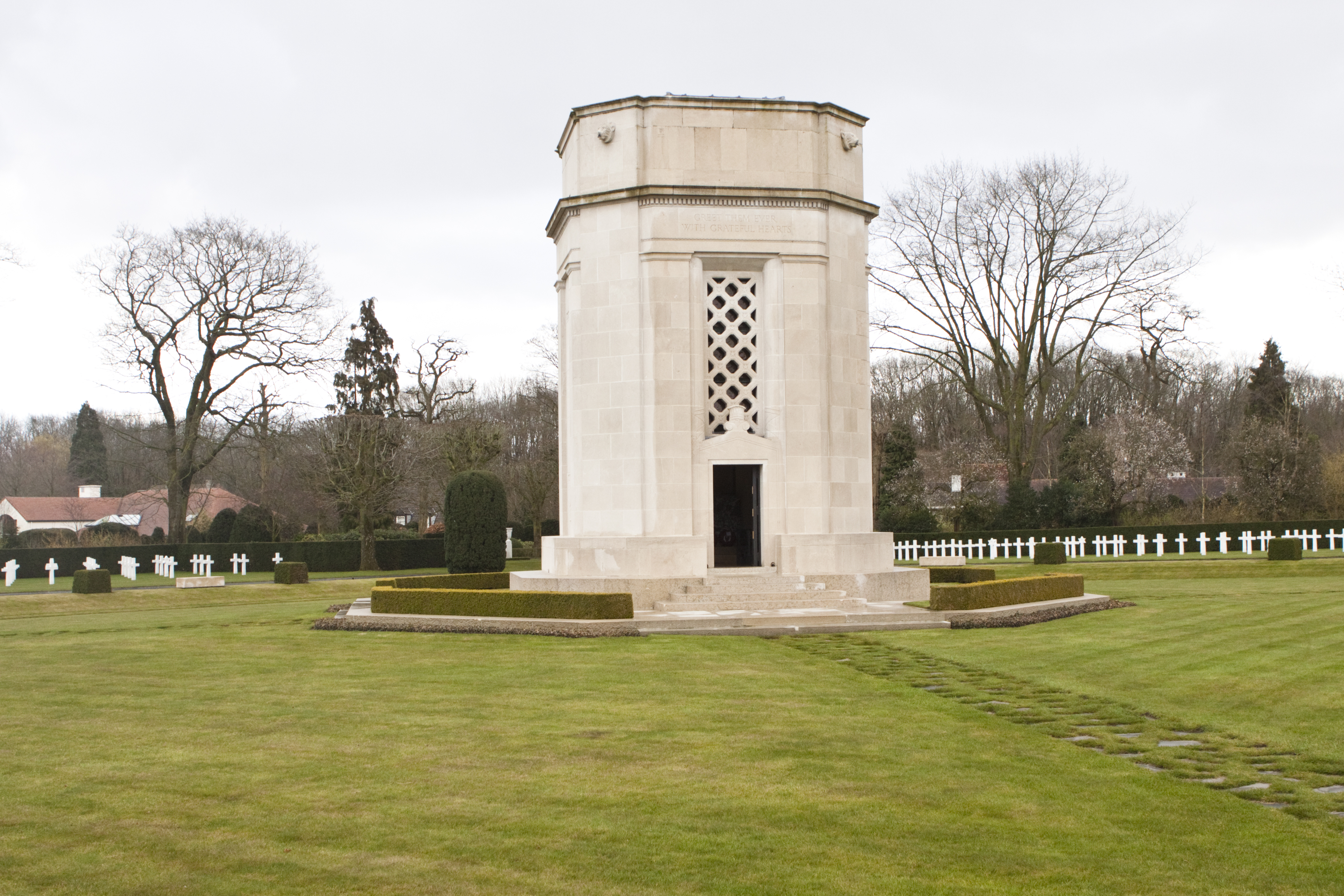
Flanders Field American Cemetery and Memorial, Waregem (1937), con Jacques Gréber, arquitecto paisajista
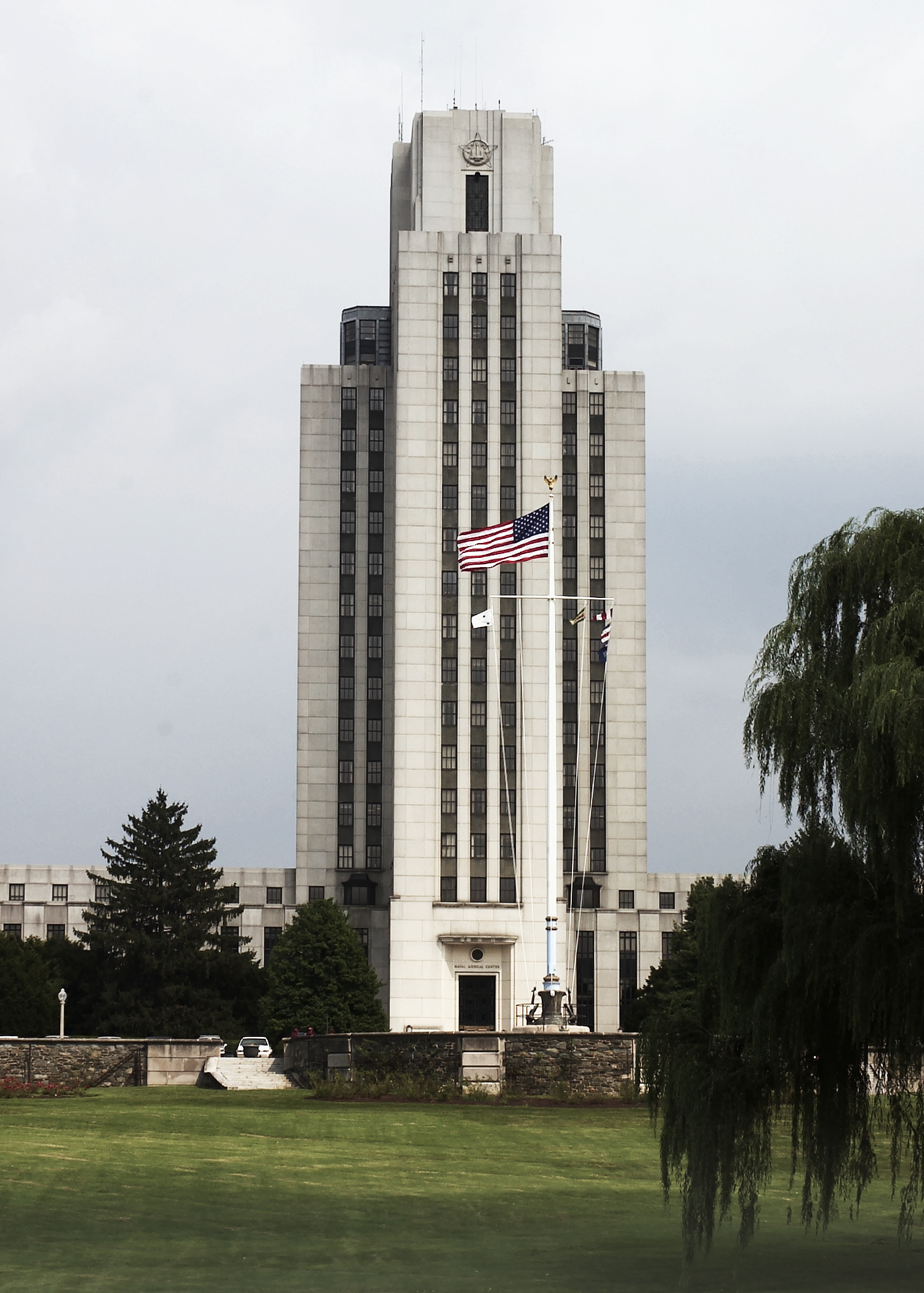
Torre del Hospital Naval de Bethesda
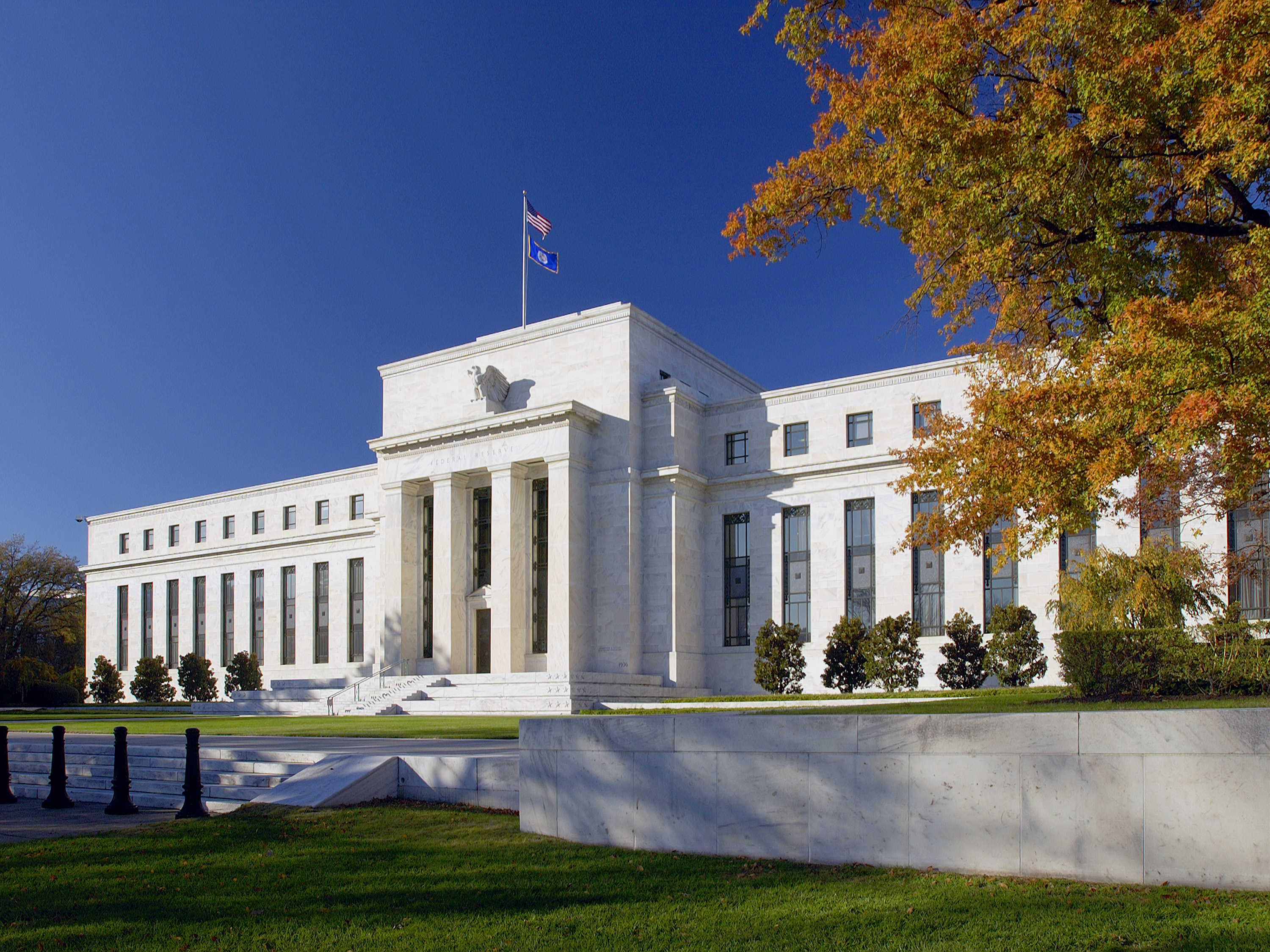
Eccles Building, sede de la Reserva Federal en Washington, DC (1935-1937)